# Argolell
Argolell es una localidad perteneciente al municipio de Valles del Valira, en la provincia de Lérida, comunidad autónoma de Cataluña, España. En 2019 contaba con 27 habitantes.